# ふなや
ふなや株式会社は、テレビ番組の制作と音響効果、2つの業務を扱う制作プロダクション。

## 会社概要

### 所在地
- 〒150-0021　東京都渋谷区恵比寿西2-3-16　CAT bldg.4F

### 設立年月日
- 2000年2月28日

### 役員
- 代表取締役：永澤浩也
- 取締役：藤野智宏
- 監査役：森内康裕

## 沿革
- 音響効果部はメディアハウス（現：オグズライン）から独立したメンバーで構成
- 代表者3人の頭文字をとって、「ふなや」の商号を決めた

## 所属スタッフ

### 制作
- ながさわコーヤ／永澤浩也（代表取締役）
- 藤野智宏（取締役）

## 主な作品

### 制作部

#### テレビ番組
（凡例）太字:現在放映中（レギュラー）または継続中（スペシャル）の番組。

### 音効部

#### テレビ番組
（凡例）太字:現在放映中（レギュラー）または継続中（スペシャル）の番組。

#### 映画
- ホテルビーナス
- 阿波DANCE※

#### DVD
- 倖田來未主演ドラマ『Cherry Girl』（『Black Cherry』初回限定DVD収録）

#### PV
- 倖田來未『Cherry Girl』